# Sulęcin
Sulęcin [su'lɛnt͡ɕin], tyska: Zielenzig, är en stad i västra Polen och huvudort i distriktet Powiat sulęciński i Lubusz vojvodskap. Staden är belägen 45 kilometer söder om Gorzów Wielkopolski. Tätorten hade 10 278 invånare 2014, och är centralort för en stads- och landskommun med totalt 16 106 invånare samma år.

## Geografi
Staden ligger i den centrala delen av Lubusz vojvodskap, vid den mindre floden Postomia, en biflod till Warta. Staden omges av ett kuperat sjölandskap. Närmaste större stad är Gorzów Wielkopolski, 45 kilometer norrut.

## Historia
Orten var under större delen av sin historia känd under det tyska namnet Zielenzig, fram till 1945.
De äldsta arkeologiska spåren av bosättningar i området visar att området var bebott redan under andra millenniet f.Kr. Den nuvarande orten uppstod som en slavisk bosättning under tidig medeltid och omnämns första gången i skriftliga källor 1241. I gåvobrevet från 1244 då staden skänktes till Tempelherreorden omnämns den som stad med stadsrättigheter. År 1249 blev tempelherrarna länsherrar i staden under markgrevskapet Brandenburg. När Tempelherreorden upplöstes av påven 1312 övergick staden i Johanniterordens ägo. Med undantag för perioden 1318-1326, då staden var pantsatt till markgreven Valdemar av Brandenburg, förblev den ett av Johanniterordens län fram till 1810.
1419 skadades staden svårt i samband med husiterkrigen. I samband med Karl X Gustavs polska krig 1658 ockuperades staden av Polen men överlämnades tillfälligt till Sverige i samband med att ett vapenstillestånd slöts i staden. Efter 1701 blev staden tillsammans med Brandenburg del av kungadömet Preussen. Under Napoleonkrigen ockuperades staden av franska trupper. Från 1815 tillhörde staden Kreis Oststernberg i Regierungsbezirk Frankfurt i provinsen Brandenburg i Preussen, från 1871 även inom tyska kejsardömet.
Under 1800-talet var textilindustri och kvarnar de viktigaste näringsgrenarna, och staden hade omkring 4 500 invånare i mitten på 1800-talet. Under industrialiseringen i slutet av 1800-talet inleddes även brunkolsbrytning i orten, där en brikettfabrik grundades. Efter första världskriget fick staden även en betydande trävaruindustri.

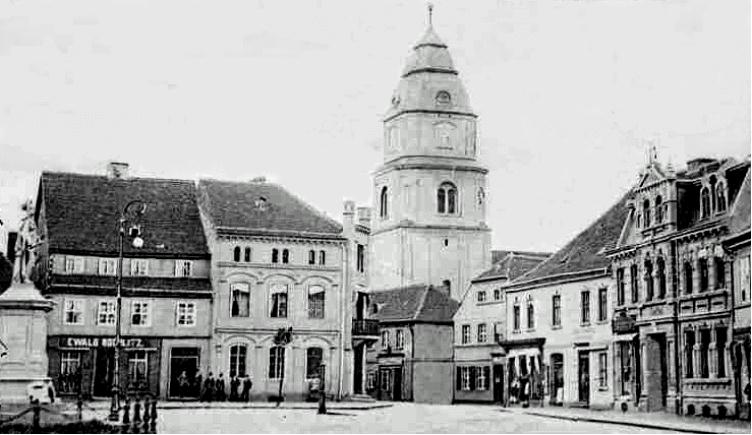
Zielenzig omkring år 1900, vykortsfoto.

Staden kapitulerade utan strid till Röda armén 2 februari 1945, men omkring halva staden förstördes i de följande plundringarna och bränderna. Den tysktalande delen av befolkningen fördrevs efter Potsdamöverenskommelsen, då staden tillföll Polen, och staden döptes av de polska myndigheterna officiellt om till Sulęcin. Mellan 1945 och 1975 var staden huvudort i distriktet med samma namn, och blev på nytt huvudort för Powiat sulęciński i den administrativa reformen 1999.

## Kultur och sevärdheter
Stadens S:t Nikolaikyrka i tegelgotik uppfördes ursprungligen av Tempelherreorden. Efter att ha skadats i andra världskriget 1945 återställdes kyrkan. I den gamla stadskärnan finns fortfarande delar av 1700-tals- och 1800-talsbebyggelsen bevarad, samt rester av den medeltida stadsmuren.

## Kommunikationer
Motorvägen mellan Berlin och Poznań passerar 16 kilometer söder om staden. Staden har en järnvägsstation på linjen mellan Rzepin och Międzyrzecz.

## Kända invånare
Följande personer föddes i Sulęcin/Zielenzig:
- Johann Siegfried Hufnagel (1724-1795), lepidopterolog.
- Richard Kund (1852-1904), tysk officer och forskningsresande.
- Ulli Lommel (född 1944), skådespelare, författare och regissör.
- Siegfried Schnell (1916-1944), Luftwaffestridspilot.
- Bożena Sławiak (född 1948), pedagog och politiker tillhörande Medborgarplattformen.
- Paul Tornow (1848-1921), arkitekt.
- Charlotte Zinke (1891-1944), kommunistisk politiker, ledamot av Tysklands riksdag 1930-1933.